# Províncias da Guiné Equatorial

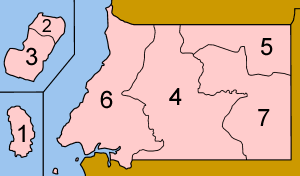
Províncias da Guiné Equatorial

A Guiné Equatorial é dividida em duas regiões e oito províncias (capitais aparecem entre parênteses):

## Regiões
1. Região Insular (Malabo)
2. Região Continental (Bata)

## Províncias
1. Ano-Bom (San Antonio de Palé)
2. Bioco Norte (Malabo)
3. Bioco Sul (Luba)
4. Centro Sul (Evinayong)
5. Djibloho (Cidade da Paz)
6. Kié-Ntem (Ebebiyin)
7. Litoral (Bata) inclui as ilhas da Baía de Corisco.
8. Wele-Nzas (Mongomo)

As províncias subdividem-se em distritos.

## População
População total por sexo segundo a região e província em 2001:
| Unidade Administrativa | Total do país | Total do país | Urbana  | Urbana   | Rural   | Rural    |
| Unidade Administrativa | Homens        | Mulheres      | Homens  | Mulheres | Homens  | Mulheres |
| ---------------------- | ------------- | ------------- | ------- | -------- | ------- | -------- |
| Região Insular         | 134.228       | 131.242       | 79.655  | 75.698   | 54.573  | 55.544   |
| Ano-Bom                | 2.093         | 2.915         | 2.093   | 2.915    | 0       | 0        |
| Bioco Norte            | 116.872       | 114.556       | 72.620  | 67.628   | 44.252  | 46.928   |
| Bioco Sul              | 15.263        | 13.771        | 4.942   | 5.155    | 10.321  | 8.616    |
| Região Continental     | 367.159       | 382.370       | 117.018 | 121.631  | 250.141 | 260.739  |
| Litoral                | 148.870       | 149.544       | 73.409  | 72.943   | 75.461  | 76.601   |
| Centro Sul             | 61.473        | 64.383        | 10.025  | 10.480   | 51.448  | 53.903   |
| Kié-Ntem               | 79.623        | 87.656        | 17.722  | 20.150   | 61.901  | 67.506   |
| Wele-Nzas              | 77.193        | 80.787        | 15.862  | 18.058   | 61.331  | 62.729   |
| Total                  | 501.387       | 513.612       | 196.673 | 197.329  | 304.714 | 316.283  |